# Karolina Bielawska
Karolina Bielawska (sinh ngày 11 tháng 4 năm 1999 tại thành phố Łódź, Ba Lan) là người mẫu, người dẫn chương trình truyền hình, hoa hậu người Ba Lan đã đăng quang Hoa hậu Thế giới 2021. Đồng thời cô trở thành đại diện thứ hai đến từ Ba Lan đăng quang tại đấu trường nhan sắc lớn nhất thế giới, sau Hoa hậu Thế giới năm 1989 Aneta Kręglicka.

## Tiểu sử
Karolina Bielawska là con gái của bà Agnieszka Zakrzewska-Bielawska, trưởng khoa Tổ chức và Quản lý của Đại học Công nghệ Lodz và ông  Łukasz Bielawski, cựu chủ tịch của câu lạc bộ thể thao ŁKS Łódź. .

## Học vấn
Cô tốt nghiệp cử nhân ngành Quản lý thuộc khoa Quản lý và Kỹ thuật Sản xuất của Đại học Công nghệ Lodz. Cô đã bảo vệ thành công luận án mang tên "The image of Miss Polonia brand" (tạm dịch: Hình ảnh thương hiệu Hoa hậu Ba Lan). Đồng thời cô cũng là hoa khôi của giải thưởng dành cho sinh viên tốt nghiệp xuất sắc nhất Khoa Quản lý và Kỹ thuật Sản xuất của Đại học Công nghệ Lodz năm học 2020-2021. 
Karolina còn nhận được giải thưởng trong cuộc thi quốc gia Ba Lan lần thứ VII. hồ sơ Roman Głowacki cho luận án cử nhân xuất sắc nhất trong lĩnh vực tiếp thị, thương mại và tiêu dùng, do Hiệp hội Tiếp thị Ba Lan tổ chức. Ngoài ra cô còn đạt giải thưởng hỗ trợ khoa học xuất sắc trong chương trình "Sáng kiến Xuất sắc - Đại học Nghiên cứu" quý II / 2021.
Bên cạnh đó, cô là tác giả của bài báo khoa học Consumers' Choice Behavior Toward Green Clothing đăng trên Tạp chí Nghiên cứu Nghiên cứu Châu Âu. Hiện nay cô đang theo học Thạc sĩ Nghiên cứu Kinh doanh tại Trung tâm Giáo dục Quốc tế của Đại học Công nghệ Lodz..

## Hành trình sắc đẹp

### Hoa hậu Ba Lan 2019
Ngày 24 tháng 11 năm 2019, Bielawska là đại diện của thành phố Łódź tham gia cuộc thi Hoa hậu Ba Lan 2019 và giành được danh hiệu, trở thành ứng cử viên Hoa hậu Thế giới 2020 của Ba Lan. Cuộc thị đã bị hủy bỏ do đại dịch COVID-19. Cô được nhận danh hiệu Hoa hậu Thế giới Ba Lan 2021.
Sau khi đạt được danh hiệu Hoa hậu Thế giới Ba Lan, cô tham gia vào một loạt các hoạt động từ thiện như trở thành tình nguyện viên của chiến dịch "Soup na Pietrynie", làm người khởi xướng Hành động Từ thiện Quốc gia Ba Lan "Korona z Głowy" hỗ trợ những người gặp khó khăn trong đại dịch, đại sứ của chiến dịch "Dotykam = Wygrywam" để chống lại bệnh ung thư vú và tham gia chiến dịch "FASS OFF" cho Dom Foundation ở thành phố Łódź. Cô cũng tích cực hỗ trợ Great Orchestra of Christmas Charity và DKMS Foundation, là đại sứ của tổ chức từ thiện đấu tranh COVID19 tại Peru, một hoạt động trong Bộ Ngoại giao "Polonia4Neighbors" và là thành viên của dự án từ thiện "Sắc đẹp vì mục đích cao cả" (tiếng Anh: Beauty with purpose) cùng với Quỹ "Zupa na Pietrynie" đã xây dựng nhà tắm đầu tiên ở Łódź cho những người vô gia cư đang gặp khủng hoảng.

### Hoa hậu Thế giới 2021
Karolina Bielawska đại diện cho Ba Lan tại cuộc thi Hoa hậu Thế giới 2021 được tổ chức tại Coca-Cola Music Hall ở San Juan, Puerto Rico vào ngày 16 tháng 3 năm 2022 và giành được ngôi vị cao nhất tại đây. Cô trở thành đại diện thứ hai  đến từ Ba Lan đăng quang Hoa hậu Thế giới sau người đẹp Aneta Kręglicka vào năm 1989.